# Systoechus eremophilus
Systoechus eremophilus är en tvåvingeart som beskrevs av Hesse 1936. Systoechus eremophilus ingår i släktet Systoechus och familjen svävflugor. Inga underarter finns listade i Catalogue of Life.